# Wiesław Szymański (lekarz)
Wiesław Szymański (ur. 1939) – polski lekarz, profesor nauk medycznych.

## Życiorys
W 1962 r. ukończył studia medyczne w Akademii Medycznej im. prof. Feliksa Skubiszewskiego w Lublinie, w 1969 r. obronił pracę doktorską pt. Stężenie ergotioneiny we krwi noworodków i niemowląt w porównaniu z poziomem hemoglobiny płodowej, której promotorem był dr hab. Adam Bartoszewski, w 1975 r. habilitował się na podstawie pracy zatytułowanej Radioimmunologiczna i serologiczna ocena stężeń FSH i LH u kobiet z pierwotnym i wtórnym brakiem miesiączki. W 1984 r. uzyskał tytuł profesora nauk medycznych.
Został pracownikiem naukowym na Uniwersytecie Mikołaja Kopernika w Toruniu i w Wyższej Szkole Gospodarki w Bydgoszczy.
Był prezesem Polskiego Towarzystwa Ginekologicznego.